# Конфедерация лож Lithos
Конфедерация лож Lithos — бельгийская либеральная масонская организация, созданная 11 ноября 2006 года. Она была основана 5 смешанными масонскими ложами Ордена Право человека и Великого востока Люксембурга. Общий масонский храм называется Дом масонов. В 2018 году в «Конфедерацию Lithos» входили ложи расположенные в Бельгии (Антверпен, Брюссель и др.), Швейцарии (Женева) и Германии (Вестфалия). Они работают в трёх символических степенях, и большинство из них смешанные.

## История
28 февраля 2006 года в Антверпене собралось 19 бельгийских, голландских и франкоязычных масонов, желающих обогатить бельгийский масонский ландшафт, и которые подписали декларацию о принципах будущего масонского послушания. Само послушание появилось несколько месяцев спустя — 11 ноября 2006 года. Пять смешанных масонских лож стали основателями послушания, в том числе четыре из Бельгийской федерации Право человека (ложи «Agora», «Panta Rhei», «Aqua» и «Alegria»), и ложа «Dionysos» из Великого востока Люксембурга.
Причиной создания этого послушания послужила ситуация в современном масонстве. Все ложи, находящиеся в рамках общей организационной структуры (великой ложи), представляют собой весьма спорный вопрос об автономии лож, в том числе о свободе автономного выбора определенных элементов, таких как членство женщин и желание иметь большую свободу в масонской практике. Через шесть лет после основания конфедерация состояла из 20 лож, две из которых находились в Швейцарии.
8 декабря 2012 года, после вступления в CLIPSAS, международную ассоциацию абсолютной свободы совести, Конфедерация лож Lithos заключила соглашение с Великой женской ложей Бельгии (ВЖЛБ) и Великой ложей Бельгии (ВЛБ), а с Великим востоком Бельгии договор о дружбе. В 2012 году в послушании было 535 масонов.
На 2014 год число членов конфедерации оценивалось в 910 масонов. В 2025 году число членов конфедерации составляет около 1 600 масонов в 46 ложах, в том числе одна ложа находится в Швейцарии и одна в Германии. Большинство из них происходят от различных либеральных послушаний; таких как Великий восток Бельгии, Великая ложа Бельгии, Право человека и т. д.

## Принципы
Принципы, которые Конфедерация лож Lithos считает первостепенными, вытекают из Всеобщей декларации прав человека (ООН, 10 декабря 1948 г.), Европейской конвенции о защите прав человека и основных свобод (Европа, 4 ноября 1950 г.) и протоколов к ней, и Хартии основных прав Европейского Союза (Европейский Союз, 7 декабря 2000 г.).
Принципы декларируемые конфедерацией:
- Солидарность, справедливость и всеобщее братство, без какой-либо дискриминации,
- Свобода совести и моральной неприкосновенности,
- Свобода мысли и свобода выражения мнений,
- Свободный экзамен,
- Отказ от какой-либо догмы, аргумента власти или предубеждения,
- Отказ от всех форм фанатизма и фундаментализма.

## Структура
Большинство лож в Конфедерации лож Lithos смешанные, они также могут быть мужскими или женскими. Все ложи называются «символическими» или «голубыми», то есть они практикуют первые три масонские степени.
В 2019 году 15 из 38 лож — голландскоязычные, 21 — франкофонные и 2 — немецкоязычные. Послушание считает, что масонская практика не должна ограничиваться национальными границами, все масонские ложи Европы говорящие на самых разных языках могут требовать их присоединения к Конфедерации лож Lithos.
Руководство конфедерации возложено на административную комиссию, избираемую на общем собрании, состоящей из избранных представителей лож.

## Ритуалы
Мастерские могут свободно выбирать любой масонский ритуал, которых много в конфедерации. Наиболее представленными являются:
Древний и принятый шотландский устав и Французский устав (Грузье). Они являются двумя эталонными ритуалами конфедерации. Также практикуются Современный французский ритуал и Йоркский устав.